# The Last Will and Testament
The Last Will and Testament is het veertiende studioalbum van de Zweedse progressieve metal band Opeth. Het wordt uitgegeven op 22 november 2024.
Het album markeert de terugkeer van death growls, die sinds Heritage uit 2011 niet meer door de band op studioalbums zijn gebruikt. Het is bovendien hun eerste conceptalbum sinds Still Life uit 1999.

## Nummers
Alle muziek en teksten zijn geschreven door Mikael Åkerfeldt. 
| 1.                 | §1                 | 5:56 |
| 2.                 | §2                 | 5:33 |
| 3.                 | §3                 | 5:10 |
| 4.                 | §4                 | 7:00 |
| 5.                 | §5                 | 7:29 |
| 6.                 | §6                 | 6:03 |
| 7.                 | §7                 | 6:30 |
| 8.                 | A Story Never Told | 7:11 |
| Totale duur: 50:52 |                    |      |

## Credits
- Mikael Åkerfeldt – gitaar, zang
- Martín Méndez – bas, achtergrondzang
- Fredrik Åkesson – gitaar, achtergrondzang
- Joakim Svalberg – piano achtergrondzang
- Waltteri Väyrynen – drums, percussie